# Lieja-Bastogne-Lieja 1928
La Lieja-Bastogne-Lieja 1928 fou la 18a edició de la clàssica ciclista Lieja-Bastogne-Lieja. Es va disputar el 13 de maig de 1928 sobre un recorregut de 231 km i fou guanyada pel belga Ernest Mottard, que s'imposà e solitari amb dotze minuts d'avantatge sobre un petit grup perseguidor. Els també belgues Maurice Raes, vencedor el 1927, i Emile Van Belle completaren el podi.

## Classificació final
|    | Ciclista                  | Equip | Temps      |
| -- | ------------------------- | ----- | ---------- |
| 1  | Ernest Mottard (BEL)      |       | 7h 17' 00" |
| 2  | Maurice Raes (BEL)        |       | + 12'00"   |
| 3  | Emile Van Belle (BEL)     |       | + 12'00"   |
| 4  | Auguste Van Haelter (BEL) |       | + 12'00"   |
| 5  | Jean Wauters (BEL)        |       | + 12'00"   |
| 6  | Albert Herman (BEL)       |       | + 17'00"   |
| 7  | Georges Lemaire (BEL)     |       | + 17'00"   |
| 8  | Pierre Van Mol (BEL)      |       | + 17'00"   |
| 9  | Troka Braems (BEL)        |       | + 17'00"   |
| 10 | Alfred Sira (BEL)         |       | + 17'00"   |